# Rajská zahrada
Rajská zahrada – stacja linii B metra praskiego (odcinek IV.B), położona w dzielnicy Černý Most, między ulicami: Chlumecká i Cíglerova. Nazwę stacji można przetłumaczyć na język polski jako "rajski ogród".
Stacja jako jedyna w sieci metra praskiego posiada perony położone na oddzielnych kondygnacjach (górny – w kierunku Zličína, dolny – w stronę stacji Černý Most).
Rajská zahrada jest jedną z najciekawszych i najbardziej charakterystycznych stacji praskiej sieci. Nietypowe rozwiązanie architektoniczne przyniosło jej m.in. tytuł "Budowy Roku 1999".
Na wschodnim końcu stacji rozpoczyna się wiadukt metra, ciągnący się do kolejnej, ostatniej stacji linii – Černý Most.